# Tiandi yinyang jiaohuan dalefu

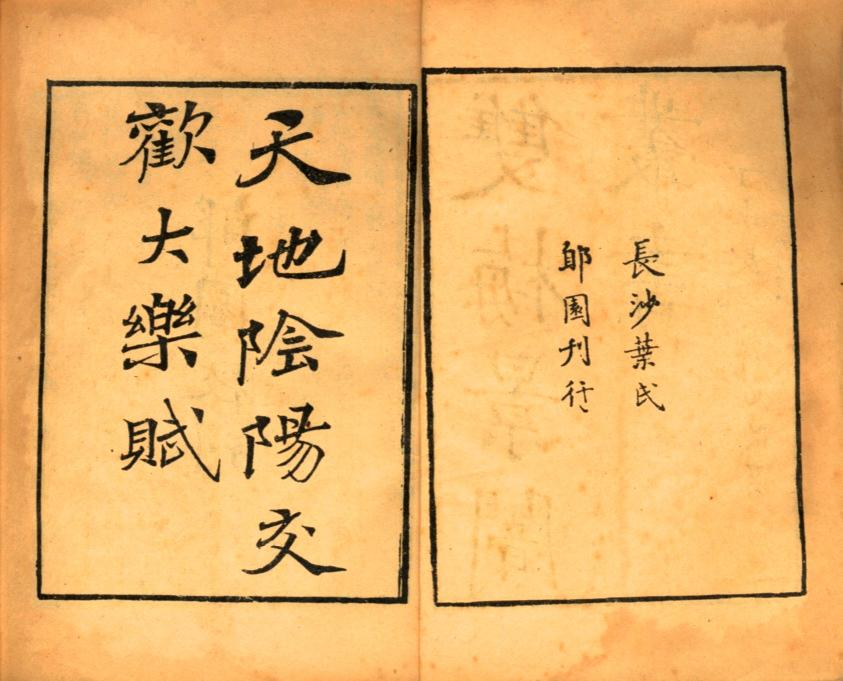
Fragmento de Tiandi yinyang jiaohuan dalefu.

"Tiandi yinyang jiaohuan dalefu" (en chino tradicional, 天地陰陽交歡大樂賦; pinyin, Tiāndì yīnyáng jiāohuān dàlèfù) es un poema en prosa rimado chino (fu) sobre las relaciones sexuales atribuido al poeta Tang Bai Xingjian (776–826). Aunque se considera una obra literaria perdida, fragmentos del poema fueron descubiertos como parte de los manuscritos de Dunhuang por Paul Pelliot en 1908 y publicados por primera vez por Ye Dehui en 1914.

## Estructura poética y contenidos
Leen el 'Canon de la doncella sencilla' y miran las fotos eróticas en el biombo.

Colocando los biombos a su alrededor, se acuestan, recostados sobre las almohadas.

La bella dama se quita la falda de seda y los pantalones cosidos.

Sus mejillas son como un ramo de flores,

y su cintura es como un manojo de cuerdas de seda blanca.

El poema es un ejemplo de fu, traducido como «canciones» o «descripción», que a menudo estaban destinados a ser recitados, en lugar de cantados. Específicamente, es un sufu (俗賦) o «fu vulgar», que se inspiraron en las tradiciones orales del budismo y el taoísmo durante la dinastía Tang. El poeta escribe en el preámbulo: «Aunque tome la forma de una charla obscena, la idea de la canción proclamará la parte deliciosa de la vida humana. Como alegría concedida a los seres humanos, no hay nada más grande que esto».
El resto del poema existente comprende 240 líneas y describe catorce formas de relaciones sexuales, incluyendo el coitus reservatus. Promueve el sexo heterosexual como el «último placer humano», al mismo tiempo que afirma el comportamiento homosexual . Según Robert van Gulik, la línea «leen el Su Nu Ching [Canon de la doncella sencilla, el libro básico de sexología taoísta] y miran las imágenes eróticas...» es evidencia de que los manuales sexuales ilustrados existieron al menos desde la dinastía Tang.

## Historial de publicaciones
El poema se atribuye al poeta Bai Xingjian, quien estuvo activo durante la dinastía Tang . Ahora se considera una obra literaria perdida; Ping Yao especula que «debe haber asombrado tanto a los lectores posteriores a Tang que el texto desapareció después de Tang». Permaneció en la oscuridad durante siglos, hasta que Paul Pelliot descubrió fragmentos del poema como parte de los manuscritos de Dunhuang en 1908 y Ye Dehui los publicó por primera vez en 1914.

### Citas
1. 1 2  Umekawa, 2005, p. 252.
2. 1 2  Umekawa, 2005, p. 258.
3. ↑  Umekawa, 2005, p. 259.
4. ↑  Umekawa, 2005, p. 272.
5. ↑  Knowles, 2018, p. 108.
6. ↑  Wile, 2018, p. 11.
7. ↑  Umekawa, 2005, p. 270.
8. ↑  Umekawa y Dear, 2018, p. 217.
9. 1 2  Chen, 2003, p. 163.
10. ↑  Xie, 2017, p. 110.
11. ↑  Yao, 2013, p. 217.
12. ↑  Umekawa, 2005, p. 255.